# آغا شاهي
آغا شاهي (بالإنجليزية: Agha Shahi) (و. 1920 – 2006 م) هو دبلوماسي، وسياسي من باكستان ولد في بنغالور.

## التعليم
تعلم في المعهد الهندي للعلوم.